# Grænseflade (teknologi)
 For alternative betydninger, se Grænseflade. (Se også artikler, som begynder med Grænseflade)
En grænseflade er i et modulært design en kontaktflade mellem to moduler (dele af systemet). Grænsefladerne stiller præcise krav med usikkerheder til udvekslingen mellem de to moduler og gør det således muligt at designe disse hver for sig. Når modulerne er færdige bruges specifikationerne af grænsefladerne til at teste modulet for sig. Grænseflader kan fx være:
- Strømudtag – En bestemt form, spænding og strøm
- Lampe – Et menneske tilslutter den strømudtaget og den leverer lys
- Skærm, tastatur og mus – Dette er forsøgt designet så et menneske let kan benytte det
- Hjemmeside – Brugeren bliver påvirket af et program gennem mange lag af moduler hvoraf det sidste er skærm, keyboard og mus
- Trådløs grænseflade (IEEE 802.11) – via trådløst datanet

| Teknik og teknologi | Spire Denne artikel om teknik eller teknologi er en spire som bør udbygges. Du er velkommen til at hjælpe Wikipedia ved at udvide den. |